# Stazione di Cirò
La stazione di Cirò è una stazione ferroviaria posta a 14 metri s.l.m. sulla ferrovia Jonica tra le stazioni di Crucoli e di Torre Melissa.

## Storia
Venne attivata tra il 1866 e il 1875.
Nonostante il nome, non serve il comune di Cirò, bensì il confinante comune di Cirò Marina: la denominazione della stazione infatti è nata prima del 1952, quando Cirò Marina era ancora una frazione di Cirò.

## Movimento

### Trasporto nazionale
La stazione è servita da treni InterCity che la collegano con Reggio Calabria, Taranto, Bari e Lecce.
I treni InterCity vengono effettuati con elettrotreni HTR.412.

### Trasporto regionale
La stazione è servita da treni regionali che collegano Cirò con:
- Sibari
- Catanzaro Lido
- Crotone
- Lamezia Terme Centrale (via Catanzaro Lido)

I treni del trasporto regionale vengono effettuati con ALn 663, ALn 668 in singolo e doppio elemento; vengono anche utilizzati i treni ATR.220 Swing.